# La favorita
La Favorite (in italiano: La favorita) è un grand opéra in quattro atti di Gaetano Donizetti.
Debuttò all'opera per l'Académie Royale de Musique di Parigi il 2 dicembre 1840, su libretto di Alphonse Royer e Gustave Vaëz.

## Fortuna e adattamenti dell'opera
Dopo il fallimento del Théâtre de la Renaissance che aveva impedito il debutto de L'ange de Nisida, Donizetti riutilizzò gran parte della partitura di quest'opera per una commissione per l'Académie Royale de Musique. Da dramma semiserio, l'opera diventò un grand ópera che fu rappresentata per la prima volta il 2 dicembre 1840.

Tra il gennaio e l'aprile del 1841 l'editore parigino Maurice Schlesinger (per il quale lavorò un giovane Richard Wagner in cerca di fortuna e successo) pubblicò la partitura, le parti e la riduzione per canto e piano dell'opera, su cui si basò l'editore italiano Francesco Lucca per l'edizione italiana dal titolo La favorita. La traduzione dal francese fu affidata al letterato Francesco Iannetti già dal 1841, ma nello stesso anno il Teatro alla Scala affidò a Calisto Bassi un'ulteriore traduzione, indipendente da quella di Iannetti. Lucca fece causa alla Scala, e nel 1842 la traduzione di Iannetti dell'opera, col titolo Leonora di Guzman, venne rappresentata per la prima volta in Italia nel giugno 1842 al Teatro Nuovo di Padova; la traduzione di Bassi, che riportava il titolo più "fedele", La favorita, fu rappresentata alla Scala nell'autunno del 1843. 

Entrambe le traduzioni italiane però si discostavano di molto dalla trama originale. Quella di Bassi era ambientata ai tempi delle Crociate in Siria, mentre quella di Iannetti, pur mantenendo gli stessi nomi dei personaggi, cambiava le relazioni tra di loro: Balthasar, italianizzato in Baldassarre, da messo papale diventa un nobile spagnolo, padre di sangue di Fernand e della regina, moglie di Alphonse, diventando genero dello stesso re. 
Con queste modifiche e incongruenze, la versione italiana della Favorite rimase in repertorio fino al primo decennio del XXI secolo, soppiantata poco a poco dall'edizione critica dell'opera a cura di Rebecca Harris-Warrick. 

## Cast della prima assoluta
| Personaggio | Interprete                |
| ----------- | ------------------------- |
| Léonor      | Rosine Stoltz             |
| Inès        | Élian                     |
| Fernand     | Gilbert-Louis Duprez      |
| Alfonso XI  | Paul Barroilhet           |
| Balthasar   | Nicolas-Prosper Levasseur |
| Don Gaspar  | Pierre-François Wartel    |

## Trama

### Atto I
Nel regno di Castiglia, 1340.
Nel convento dei frati di Santiago di Compostela, padre Balthazar nota il novizio Fernand assorto nei suoi pensieri. Fernand gli rivela che è innamorato di una donna di cui non conosce né il nome né la condizione, e decide di abbandonare il convento per trovare la ragazza. Il padre Balthazar lo avverte delle insidie della vita mondana e predice il suo prossimo ritorno.

Sull'isola di León, Inès e le ancelle attendono il battello che conduce Fernand alla bella sconosciuta. La donna di cui è innamorato, e da lei ricambiato, è Léonor, l'amante di re Alphonse XI (cosa di cui Fernand è all'oscuro). Inès avvisa i due che sta arrivando il re, e Léonor parte dopo aver consegnato a Fernando una pergamena, che contiene una nomina ad ufficiale nell'esercito di Alphonse: Fernand si convince che sia un invito a tentare la carriera militare da parte della donna, e accetta di buon grado.

### Atto II
Nei giardini d'Alcazar, Alphonse commenta con Don Gaspar la vittoria sugli infedeli, dove si è distinto il giovane Fernand. Anche se deve ricevere un messo dal papa, Alphonse si intrattiene con Léonor, che ha intenzione di sposare dopo aver ripudiato la moglie. 

Durante la festa che il re ha organizzato per Léonor, Alphonse scopre da una delazione di Don Gaspar che Léonor scrive e riceve lettere amorose da uno sconosciuto di cui però la donna si rifiuta di palesare il nome. Irrompe padre Balthazar, messo del papa, con la minaccia di scomunica e di interdizione alla corte spagnola se Alphonse non si libererà della sua favorita.

### Atto III

Copertina del libretto Edizioni Madella

Alphonse, scoperto che Fernand ama Léonor, decide di farli sposare, per rappacificarsi con la Chiesa e "vendicarsi" dell'ex favorita. Léonor rimane interdetta, e decide di confessare a Fernand il suo passato di amante del re, e manda Inès a comunicargli la verità per ottenere il suo perdono. La povera Inès, però, viene arrestata da don Gaspar, dato che tale rivelazione potrebbe portare all'annullamento del matrimonio e alla sistemazione degli affari del re. 
 
Le nozze vengono celebrate nell'apparente gioia di tutti quanti (vedendo Fernand così ben disposto e ignorando l'arresto di Inès, Léonor si convince che l'amato la accetti nonostante la sua reputazione), ma l'atmosfera viene rovinata dal disprezzo dei cortigiani verso Fernand, reso nobile da Alphonse stesso come regalo di nozze: il giovane viene provocato dai cortigiani, e un duello tra Fernand e i suoi insultatori viene fermato dall'arrivo di padre Balthazar. Il religioso tuttavia informa Fernand, con la Corte, dell'inganno in cui è caduto avendo sposato la favorita del re: sentendosi tradito e disonorato, Fernand rifiuta gli ordini ricevuti da Alphonse e abbandona Léonor, seguendo padre Balthazar.

### Atto IV
Tornato al convento, Fernand è deciso a riprendere i voti, ma il pensiero di Léonor continua a tormentarlo. La donna, stremata nello spirito e nel corpo, raggiunge infatti Fernand al convento (fingendosi un novizio) per implorare il suo perdono e morire tra le sue braccia. Così puntualmente avviene: dopo l'iniziale rifiuto, Fernand si lascia intenerire e si riaccende la passione tra i due, ma Léonor muore poco dopo tra le sue braccia, per la fatica. Balthazar sopraggiunge e chiede ai fratelli di pregare per l'anima del "novizio" appena morto, mentre Fernand aggiunge che, l'indomani, i confratelli dovranno pregare anche per la sua anima.

## Struttura musicale

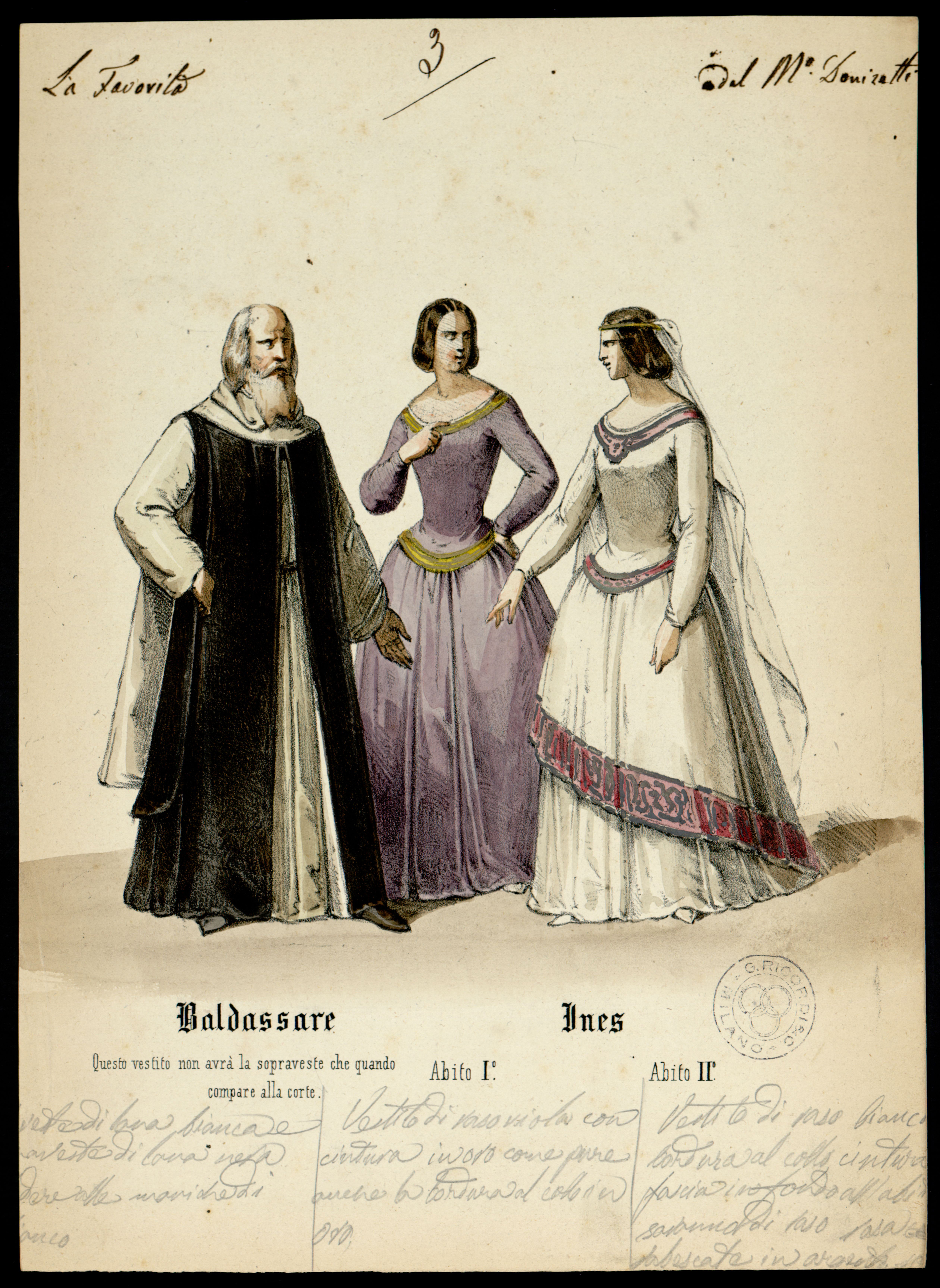
Baldassare e Ines (basso e soprano), figurino per La favorita (s.d.).

- Sinfonia

### Atto I
- N. 1 - Introduzione Pieuz monastère... Un ange, une femme inconnue (Coro, Fernand, Balthazar)
- N. 2 - Aria e Coro Rayons dorés (Inès)
- N. 3 - Aria con Coro Silence... Doux zéphyr (Inès)
- N. 4 - Duetto Mon idole! (Léonor, Fernand)
- N. 5 - Recitativo e Aria Oui, ta voix m'inspire (Fernand)

### Atto II
- N. 6 - Entr'acte, Recitativo e Aria Jardins de l'Alcazar... Léonor! Viens, j'abandonne (Alphonse)
- N. 7 - Duetto Quand j'ai quitté le chäteau de mon père (Léonor, Alphonse)
- N. 8 - Balletto
- N. 9 - Finale II Ah! Sire!... Redoutez la fureur (Balthazar, Alphonse, Léonor, Inès, Gaspar, Coro)

### Atto III
- N. 10 - Preludio, Recitativo e Terzetto Fernand, de votre amour... Pour tant d'amour (Alphone, Fernand, Léonor)
- N. 11 - Aria L'ai-je bien entendu... O mon Fernand (Léonor)
- N. 12 - Recitativo e Coro Déjà dans la chapelle
- N. 13 - Finale III - Quel marché de bassesse... Sire, je vous dois tout (Coro, Fernand, Alphonse, Gaspar, Léonor, Balthazar)

### Atto IV
- N. 14 - Coro, Recitativo e Romanza Les cieux s'emplissent d'etincelles - La maîtresse du Roi... Ange si pur (Fernand)
- N. 15 - Finale IV Fernand! Fernand!... Va-t'en d'ici! (Fernand, Léonor, Balthazar, Coro)

## Discografia
| Anno | Cast (Alfonso, Leonora, Fernando, Baldasarre)                            | Direttore, Orchestra e Coro                                                                                      | Etichetta                          |
| ---- | ------------------------------------------------------------------------ | --- | ---------------------------------- |
| 1954 | Carlo Tagliabue, Fedora Barbieri, Gianni Raimondi, Giulio Neri           | Angelo Questa, Orchestra Sinfonica e Coro della RAI di Torino                                                    | CD: Warner Fonit                   |
| 1955 | Ettore Bastianini, Giulietta Simionato, Gianni Poggi, Jerome Hines       | Alberto Erede, Coro e Orchestra del Maggio Musicale Fiorentino                                                   | CD: Decca                          |
| 1974 | Gabriel Bacquier, Fiorenza Cossotto, Luciano Pavarotti, Nicolai Ghiaurov | Richard Bonynge, Coro e Orchestra Teatro Comunale di Bologna                                                     | CD: DECCA                          |
| 1975 | Pablo Elvira, Shirley Verrett, Alfredo Kraus, James Morris               | Eve Queler, New York City Opera Orchestra, Brooklyn College Chorus                                               | CD: GALA                           |
| 1978 | Sherrill Milnes, Shirley Verrett, Luciano Pavarotti                      | Jesús López-Cobos Orchestra e Coro del Metropolitan Opera (Registrato dal vivo al Metropolitan, 11 marzo)        | CD: Bensar OL 31178                |
| 2003 | Carlos Álvarez, Violeta Urmana, Giuseppe Sabbatini                       | Fabio Luisi Orchestra e Coro dell'Opera di Stato di Vienna (Registrato dal vivo all'Opera di Vienna, 2 febbraio) | CD: Premiere Opera Ltd. CDNO 982-2 |

## DVD
- La favorite (Théâtre du Capitole, 2014) - Opus Arte/Naxos